# Route nationale 14 (Maroc)
Pour les articles homonymes, voir Route nationale 14.
La RN14 ou route nationale 14 relie Tan-Tan à Boucraa en passant par la ville de Es-Semara.

## Tracé
La route est longue de 368 km et est aménagée dans sa totalité en 2x1 voie. 
- Tan-Tan
- Intersection avec la N1 :  Guelmim / Tiznit / Lâayoune / Dakhla
- Aéroport de Tan Tan-Plage Blanche
- Abteh
- Es-Semara
- Intersection et début de la N17 : Zag / Assa / Tata
- Intersection avec la N5 : Laâyoune / Gueltat Zemmour marquant la fin de la N14